# Kisfaludy András
Kisfaludy András (Budapest, 1950. február 5. –) Balázs Béla-díjas magyar filmrendező, producer, érdemes és kiváló művész, dobos. Felesége Hűvösvölgyi Ildikó Kossuth-díjas színésznő.

## Életpályája
Kisfaludy Lajos és Makovits Mária gyermekeként született. A Képzőművészeti Gimnázium után, 1969-ben a Képzőművészeti Főiskola esti, előkészítő szakán, majd 1970-71 között nappali tagozaton tanult, ahol Bernáth Aurél tanítványa volt. 1973 szeptembere és 1974 júniusa között az ELTE BTK magyar szakán tanult Zsilka Jánosnál.
Zenész. A Kex (1968–1971), az M7-es (1972–1973) és az Alligátor (1973–1974) együttes alapító tagja, dobosa volt. 1974 óta a Pannónia Filmstúdióban figuratervező, majd rajzfilmrendező. 1983 óta önállóan dolgozik. 1994-ben a Kisfaludy Lajos Alapítvány alapítója volt. 1997 óta a Kovásznai György Alapítvány elnöke. 1998-2015-ig a Magyar Dokumentumfilm Rendezők Egyesületének /MADE/ ügyvezető elnöke volt.
Munkája során Varga György, Bacsó Zoltán, Csukás Sándor, Káplár Ferenc, Sasvári Lajos és Nemescsói Tamás voltak segítői.

## Magánélete
Nős, felesége: Hűvösvölgyi Ildikó Kossuth-díjas színésznő. Két lánya született: Nóra (1981) és Zsófia (1989).

## Válogatott filmográfia
- Espinho elismerő oklevél, 1981

2. AZ IDŐ SEMMIT JÁTSZIK– József Attila film – Kisjátékfilm /1983/
- Espinho – legjobb kísérleti film díja, 1984
- MTV Nívódíj 1984

3. FELE KIRÁLYSÁGOM 1-13. – mesefilm sorozat  /1988/
- Legjobb rendezés díja - Gyermek-és ifjúsági filmfesztivál MTV – Kőszeg 1989

4.   ARCOM FOLYÓ TÜKRÉN – Juhász Sándor költő és festő élete /1993/
5.	TÖRVÉNYTELEN MUSKÁTLI I-III. – dokumentumfilm / 1996/
- 27. Magyar Filmszemle dokumentumfilmes fődíja

6.   KÖRÚTI ESTÉK –  Kovásznai György portré - dokumentumfilm /1997/ 
- Szolnoki Képzőművészeti szemle. Bronz plakett

7.	MUCIUS – dokumentumfilm /1997/
8.	VESZÉLYES VIDÉK – Thassy Jenő - dokumentumfilm /1998/
9.	ELSZÁLLT EGY HAJÓ A SZÉLBEN – KEX film I-II. /1998/
- 30. Magyar Filmszemle Kategória-díj

10.   ÖZÖNVÍZ –  Thassy Jenő - dokumentumfilm /2000/
11.  JÓSVAFŐI CAPRICCIO – dokumentumfilm /2001/
12.  NEUROCK – Ivánka Csaba - dokumentumfilm /1989 – 2002/
13.  GYÖMRŐI GYILKOSSÁGOK – dokumentumfilm /2003/
14.  R.B. KAPITÁNY –  Radics Béla - dokumentumfilm /2003/
- 35. Magyar Filmszemle dokumentumfilmes rendezői díja

15.  HATÁRTALAN  EGYENSÚLY – dokumentumfilm /2004/
16.  ÁLLÁSÁBÓL FELMENTVE – dokumentumfilm /2004/
17.  SCAMPOLO – dokumentumfilm /2005/
18.  ELÁRULTAK BENNÜNKET - dokumentumfilm /2006/
- 13 NAP REMÉNY -’56-os filmek fesztiválja, MFB-díja

19.  A KALEF – A Moszkva téri galeri - dokumentumfilm  /2006 - 2007/ 
20.  AZ ORMÁNSÁG SENKIÉ SE… /2008/
- 40. Magyar Filmszemle - Országos Diákzsűri dokumentumfilmes fődíja

- Kamera-díj – Made - OKM

21.  A SZELLEM FILOZÓFUSA – FÜLEP LAJOS /1885-1970/ - dokumentumfilm /2010/ 
- A zsűri különdíja – FILMDOK, Csíkszereda, 2011

22.	A MALIZOLI – dokumentumfilm /2012/
23.	A KERESETT SZEMÉLY ÉL – dokumentumfilm /2013/
24.	KARÁCSONYI BÁRÁNY – dokumentumfilm /2015/
25.	ELHALLGATOTT ZENEKAROK a 60-as, 70-es évekből – dokumentumfilm /2017/
26.	VÁD NÉLKÜL – dokumentumfilm /2019/
- Wekerle filmfesztivál portré kategória első díj, 2020

## Művei

### Könyvek
1. KÁROLY UTCA – Juhász Sándor versei és novellái (1994)
2. MADE – a Magyar Dokumentumfilm Rendezők Egyesületének évkönyve (2000)
3. Rejtőzködő történelem – 50 év 100 legjobb magyar dokumentumfilmje – filmográfiák, tanulmányok (MADE – 2001)
4. A rendszerváltás dokumentumfilmjei – filmográfiák, tanulmányok (MADE – 2003)
5. Kerekasztalon a dokumentumfilm – műfaji kategóriák a dokumentumfilmben (MADE – 2004)
6. Budapesti iskola – tanulmányok, dokumentumok (MADE – 2005)
7. 13 nap remény – filmek a forradalomról, filmesek a forradalomban (MADE – 2006)
8. Együttélés – kárpát-medencei, nemzeti és etnikai kisebbségek nemzetközi dokumentumfilm fesztiválja – filmográfiák, tanulmányok (MADE – 2008)
9. A Befogadó kamera – interjúkötet dokumentumfilmesekkel (Magyar Napló- 2017)
10. Elszálltunk egy hajóval a szélben – Kisfalka visszaemlékezései 1965-1971 (Magyar Napló – 2021)
11. Elszálltunk egy hajóval a szélben. Kisfalka visszaemlékezései, 1965–1971; 2. jav., bőv. kiad.; Magyar Napló–Dokufilm Kft., Bp., 2022

A könyveket mint felelős kiadó, illetve szerkesztő jegyzi, kivéve az „Elszálltunk egy hajóval a szélben”, melynek írója is.

### Zenei kiadványok
- KEX, CD, 1999
- KEX Remake, CD, 2016
- Elhallgatott zenekarok, CD+DVD, 2018

## Díjai
- A kőszegi gyermekfilmszemle legjobb rendezés díja (1991)
- A filmszemle dokumentumfilmes fődíja (1996)
- Balázs Béla-díj (2000)
- Érdemes művész (2013)
- Kiváló művész (2022)[4]